# مارك روبنسون (سياسي بريطاني)
مارك روبنسون (بالإنجليزية: Mark Robinson)‏ هو سياسي بريطاني، ولد في 26 ديسمبر 1946. حزبياً، نشط في حزب المحافظين. وقد في الانتخابات العمومية للمملكة المتحدة 1983 ‏، انتخب عضو البرلمان التاسع والأربعون للمملكة المتحدة عن دائرة نيوبورت الغربية خلال فترته النيابية ‏ (9 يونيو 1983 – 18 مايو 1987) وفي الانتخابات العامة في المملكة المتحدة 1992 ‏، انتخب عضو البرلمان الحادي والخمسون للمملكة المتحدة عن دائرة سوميرتون وفروم خلال فترته النيابية ‏ (9 أبريل 1992 – 8 أبريل 1997).